# Sacramentskerk (Middelrode)
De Sacramentskerk (of: Allerheiligst Sacramentskerk) is de Rooms-Katholieke parochiekerk van Middelrode, gelegen aan Driezeeg 40.
De kerk werd gebouwd in het kader van een reconstructie van het centrum van Middelrode, en werd ontworpen door Jan Strik volgens de principes van de Bossche School. De kerk werd ingewijd in 1950, nadat Middelrode in 1946 was verheven tot een zelfstandige parochie. De bakstenen kerk werd uitgevoerd in basilicastijl. Ze heeft een dakruiter als klokkentoren. De klok, uit 1483, is afkomstig van de voormalige kapel.

## Recente ontwikkelingen
In 2004 werd de parochie van Middelrode samengevoegd met die van Berlicum. De nieuwe parochie werd gewijd aan de Heilige Norbertus. In 2007 werden plannen ontvouwd om de Sacramentskerk uiteindelijk af te stoten. Vanaf 1 juli 2012 wordt de Sint-Petruskerk te Berlicum onttrokken aan de eredienst en worden de diensten voor de inwoners van Berlicum en Middelrode in de Sacramentskerk gehouden. Uiteindelijk wil het kerkbestuur de Sint-Petruskerk slopen en op de plaats ervan een nieuw, kleiner, liturgisch centrum oprichten. Vervolgens zou ook de Sacramentskerk onttrokken worden aan de eredienst en dreigt sloop van dit voorbeeld van wederopbouw-architectuur.